# Vrela (gmina Tešanj)
Vrela – wieś w Bośni i Hercegowinie, w Federacji Bośni i Hercegowiny, w kantonie zenicko-dobojskim, w gminie Tešanj. W 2013 roku liczyła 32 mieszkańców, z czego większość stanowili Chorwaci.